# Char Citroën
A francia harckocsigyártás az első világháborúban a Citroën, a Renault és a Schneider cégek közti rivalizálás során fejlődött ki.
A Char harckocsik a Citroen gyár tervezésében és kivitelezésében készültek. Ez az alapmodell kísérleti jármű volt, melyre alapozva jött létre többek közt a Char 2 és a de Bataille Char B1bis. Különlegessége, hogy az eredeti Holt-traktorhoz hasonló gumiheveder helyettesítette a lánctalpat. Ez a korban nem volt egészen egyedi elképzelés, de meglehetősen ritka.

## Egyéb adatok
- Lőszerjavadalmazás: 220 db gránát, 20 repeszgránát, 4800 db GPU-lőszer
- Mászóképesség: 45°
- Árokáthidaló képesség: 2,0 m (előtétkerekekkel)
- Gázlóképesség: 0,7 m